# Douglas Murray
Douglas Kear Murray (nacido el 16 de julio de 1979) es un escritor, periodista, comentarista y político de origen británico. Fundó el Centro para la Cohesión Social, del cual fue director de 2011 a 2018. También es editor de la revista política y cultural británica The Spectator. Murray escribe para varias publicaciones, incluyendo Standpoint y The Wall Street Journal. Es autor de Neoconservatism: Why We Need It (neoconservadurismo: por qué lo necesitamos) de 2005, Bloody Sunday: Truths, Lies and the Saville Inquiry (domingo sangriento: verdades, mentiras y la investigación de Saville) del año 2011, sobre la investigación del Bloody Sunday, The Strange Death of Europe: Immigration, Identity, Islam (la extraña muerte de Europa: inmigración, identidad, islam) de 2017, y La masa enfurecida de 2019.
Murray aparece habitualmente en los medios de comunicación británicos. A veces se le ha descrito como conservador o neoconservador, y crítico del Islam.

## Primeros años
Murray nació y se crio en Hammersmith, Londres, de madre inglesa, funcionaria pública, y padre de habla gaélico escocesa, maestro de escuela junto con su hermano. Cada verano cuando era niño iba a la casa de sus abuelos por parte de padre, para disfrutar de la pesca en la Isla de Lewis.
Murray estudió en West Bridgford School y recibió una beca musical en St Benedict's School, y más tarde en Eton College, antes de comenzar a estudiar literatura inglesa en Magdalen College, Oxford.

## Publicaciones
A los 19 años, mientras estaba en su segundo año en la Universidad de Oxford, publicó Bosie, una biografía sobre Lord Alfred Douglas, quien fuera amante de Oscar Wilde. Christopher Hitchens describió a Bosie como "magistral", y recibió el Premio Lambda, que celebra la literatura LGBT, a la mejor biografía gay del año 2000. Después de abandonar Oxford, Murray escribió una obra, Nightfall, sobre el diplomático sueco Raoul Wallenberg. En 2006, publicó un libro de defensa del neoconservadurismo e hizo una gira de conferencias promocionando el libro en los Estados Unidos. En 2007, colaboró en la redacción de Hacia una gran estrategia para un mundo incierto: renovar la asociación transatlántica - entre EE.UU. y Reino Unido. Su libro 'Bloody Sunday recibió (conjuntamente) el Premio Memorial Christopher Ewart-Biggs del 2011 y del 2012 . En junio de 2013, se publicó su libro electrónico Islamophilia: a Very Metropolitan Malady (la islamofilia: una enfermedad muy metropolitana). En abril de 2022, publica The War on the West cuya principal línea argumental aborda los movimientos anti-racistas en Europa y Estados Unidos en relación con una guerra cultural contraria a Occidente y que tiene lugar desde el propio Occidente.

## Comentarista
Murray ha aparecido en numerosos programas británicos de actualidad, incluida la BBC. En 2012 fue contratado como editor colaborador de The Spectator. Ha debatido en los espacios de debates y conferencias Cambridge Union, Oxford Union, y ha participado en varios debates de Intelligence Squared y Intelligence Squared de EE. UU. También ha aparecido, en otros canales de televisión, en Sky News y Al Jazeera.
En 2016, Murray organizó un concurso a través de The Spectator de poemas peyorativos sobre el presidente turco, Recep Tayyip Erdoğan, para el cual un lector donó £ 1,000 como premio principal. Esto fue en reacción al caso Böhmermann, en el cual un cómico satírico de la televisión pública alemana, Jan Böhmermann, fue procesado bajo el código penal alemán por haber leído en su programa un poema contra Erdogan. Uno de los artículos de Murray sobre el asunto contribuyó a la larga lista de galardones, con el Premio Orwell de Periodismo 2017.
Murray integra el consejo consultivo internacional de NGO Monitor, una organización proisraelí.

## Puntos de vista
Murray con frecuencia formula críticas al islam, y ha identificado lo que él ve como «un credo del fascismo islámico: un fundamentalismo maligno, como despertado de la Edad Media que está para asaltarnos aquí y ahora». En The Strange Death of Europe, Murray argumenta que Europa «se está suicidando» al permitir la inmigración no europea y perder su «fe en sus creencias». Una reseña en The New York Times, del escritor Pankaj Mishra, describió el libro como «un resumen útil de clichés de extrema derecha», mientras que Juliet Samuel de The Telegraph lo elogió: «su tesis general es que una Europa que se siente cansada y culpable, está manejando a la ligera y con prisa sus más preciosos valores modernos, al abrazar la migración a una escala tal, que resulta difícil de negar». Rod Liddle de The Times calificó el libro como «un libro brillante, importante y profundamente deprimente».

En febrero de 2006, Murray dijo,
«Las condiciones para los musulmanes en Europa deben hacerse más duras en todos los ámbitos: Europa debe verse como una propuesta menos atractiva... Desde mucho antes de que fuéramos atacados por primera vez, debería haber quedado claro que las personas que vienen a Europa están aquí bajo nuestras reglas y no las suyas... Cuando una mezquita se ha convertido en un centro de odio, debe cerrarse y derribarse. Si eso significa que algunos musulmanes no tienen una mezquita a la que ir, entonces tendrán que darse cuenta de que no se merecen una».

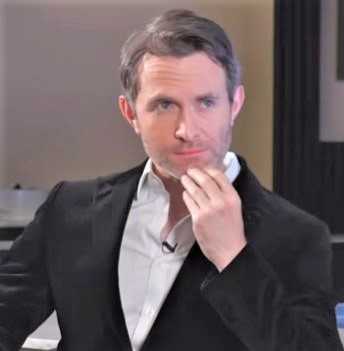
Douglas Murray siendo entrevistado en The Mark Steyn Show, 2019

Después de que Murray rechazó la oferta de Paul Goodman de desdecirse de estos comentarios, la plana mayor del Partido Conservador cortó relaciones formales con él y su Centro de Cohesión Social.
Murray es partidario del Brexit, citando preocupaciones con la zona euro, la inmigración y la perspectiva de una unión cada vez más estrecha. Afirmó que el voto Brexit «simplemente no ha sido aceptado por una élite", lo que lleva a un "momento profundamente peligroso» para la democracia británica.
En su libro The Madness of Crowds [La masa enfurecida] sostiene las siguientes tesis: 1) La política de la identidad implica el fin del individuo, que es disuelto en la tribu. 2) La política de la identidad es vivida como una pseudorreligión. 3) La política de la identidad lleva a Occidente a la autodenigración. 4) La «identity politics» necesita alimentar constantemente el victimismo. 5) La política de la identidad se está deslizando hacia el totalitarismo. 6) La política de la identidad se basa en el dogma de la “interseccionalidad”.

## Vida privada
Murray es ateo (luego de haber sido anglicano practicante hasta los veinte años), pero se ha descrito a sí mismo como cristiano cultural y ateo cristiano, y cree que el cristianismo es una influencia importante en la cultura británica y europea. Murray es abiertamente gay y está a favor del matrimonio igualitario.

## Trabajos
- Murray, Douglas (2019). The Madness of Crowds: Gender, Race and Identity. Bloomsbury Publishing PLC. ISBN 9781472959959.
- Murray, Douglas (2017). The Strange Death of Europe: Immigration, Identity, Islam. Bloomsbury Publishing PLC. ISBN 9781472942241.
- Murray, Douglas (2013). Islamophilia: A Very Metropolitan Malady. emBooks. ISBN 9781627770507.
- Murray, Douglas (2011). Bloody Sunday: Truths, Lies and the Saville Inquiry. London: Dialogue. ISBN 978-1-84954-149-7.
- Murray, Douglas (2005). Neoconservatism: Why We Need It. ISBN 1-904863-05-1.
- Murray, Douglas (2000). Bosie: A Biography of Lord Alfred Douglas. ISBN 0-340-76771-5.

Y como coautor:
- Murray, Douglas; Verwey, Johan Pieter (2008). «Victims of Intimidation: Freedom of Speech Within Europe's Muslim Communities». London, UK: Centre for Social Cohesion.(PDF)
- Murray, Douglas (2007). «Towards a Grand Strategy for an Uncertain World: Renewing Transatlantic Partnership». Archivado desde el original el 25 de septiembre de 2019. Consultado el 21 de diciembre de 2019.(PDF)
- Brandon, James; Murray, Douglas (2007). «Hate on the State: How British libraries encourage Islamic extremism». Westminster, UK: Centre for Social Cohesion.(PDF)